# Irena Hejduk
Irena Hejduk (ur. 27 sierpnia 1949 w Latowicach, zm. 24 sierpnia 2018) – polska ekonomistka, profesor nauk ekonomicznych i zarządzania Politechniki Warszawskiej.

## Życiorys

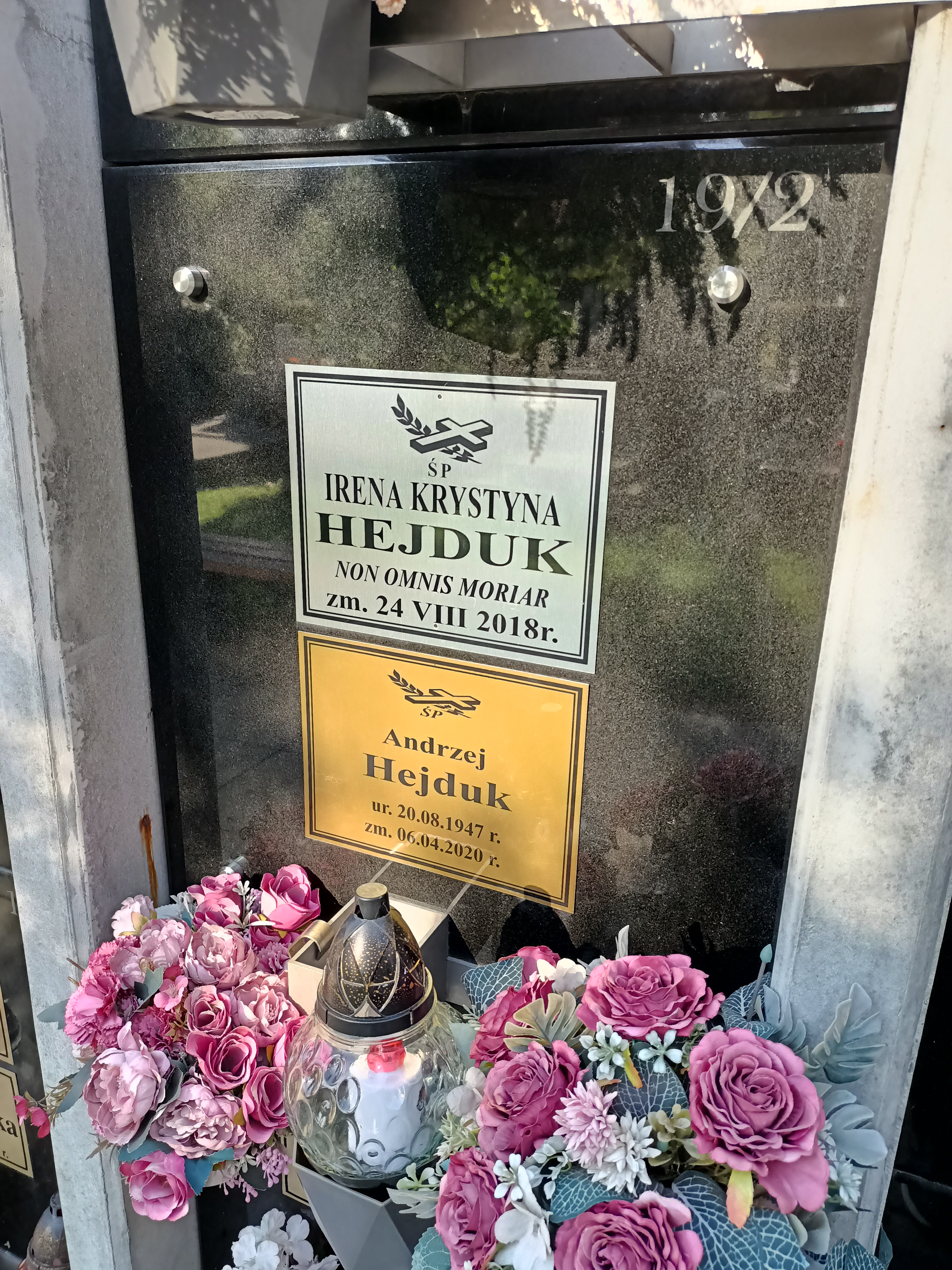
Grób Ireny Hejduk na Cmentarzu Wojskowym na Powązkach

Zainteresowania naukowe: systemy zarządzania, w tym: systemów zarządzania wiedzą, zarządzania kapitałem intelektualnym organizacji, organizacją wirtualną, zarządzania zaufaniem, zarządzania technologiami w tym zwłaszcza wpływem nowych technologii na współczesne modele biznesu, tworzeniem się nowych paradygmatów zarządzania oraz wdrażaniem koncepcji „sustainability” w polskich przedsiębiorstwach.
Była autorką wielu koncepcji i projektów restrukturyzacji przedsiębiorstw, systemów monitoringu i kontrolingu oraz strategii i programów naprawczych. Zajmowała się projektowaniem systemów zarządzania oraz opracowywała koncepcje i realizację analiz strategicznych oraz restrukturyzacji (m.in. przemysłu zbrojeniowego i jego zaplecza badawczo-naukowego oraz hutnictwa i przedsiębiorstw z innych branż). Kierowała także projektami europejskimi. Pracowała jako doradca wielu polskich i zagranicznych firm.
Autorka bądź współautorka ponad 40 książek oraz ponad 350 innych publikacji.
Wypromowała 18 doktorów.
Pochowana na Cmentarzu Wojskowym na Powązkach w Warszawie (kwatera Q kolumbarium 8-2-19).

## Członkostwa
- Komitet Nauk Organizacji i Zarządzania PAN – członek
- Europejska Akademia Nauki, Sztuki i Humanistyki – członek korespondent
- Towarzystwo Naukowe Organizacji i Kierowania – członek
- Centralny Ośrodek Badawczo–Rozwojowy Opakowań - przewodnicząca Rady Naukowej
- Polskie Towarzystwo Ekonomiczne – członek
- Ogólnopolskie Stowarzyszenie Pomocy Twórcom – prezes
- Ekonomika i Organizacja Przedsiębiorstw – komitet redakcyjny
- Stowarzyszenie Verband der Hochschulelehrer für BWL w Niemczech - członek
- Komitet BIAC przy OECD we Francji - sekretarz

## Nagrody, wyróżnienia, odznaczenia
- Krzyż Kawalerski Orderu Odrodzenia Polski
- Krzyż Oficerski Orderu Odrodzenia Polski
- Brązowy Krzyż Zasługi
- Medal Komisji Edukacji Narodowej

## Wybrane publikacje
- I. Hejduk, A. Herman (red.) „Dla przyszłości” 2014
- W. M. Grudzewski, I. Hejduk, A. Sankowska, M. Wańtuchowicz „Sustainability w biznesie czyli przedsiębiorstwo przyszłości. Zmiany paradygmatów i koncepcji zarządzania” 2010
- I. Hejduk, W. M. Grudzewski, A. Sankowska, M. Wańtuchowicz „Trust management in virtual work environments”, 2008
- W. M. Grudzewski, I. Hejduk, A. Sankowska, M. Wańtuchowicz „Zarządzanie zaufaniem w organizacjach wirtualnych”, 2007
- W. M. Grudzewski, I. Hejduk (red.) „Przedsiębiorstwo przyszłości - wizja strategiczna”, 2002
- W. M. Grudzewski, I. Hejduk „Projektowanie systemów zarządzania”, 2001